# Bombardamenti di Ancona del 1943-1944
Da ottobre 1943 a luglio 1944 la città di Ancona fu oggetto di numerosi bombardamenti da parte delle forze alleate.

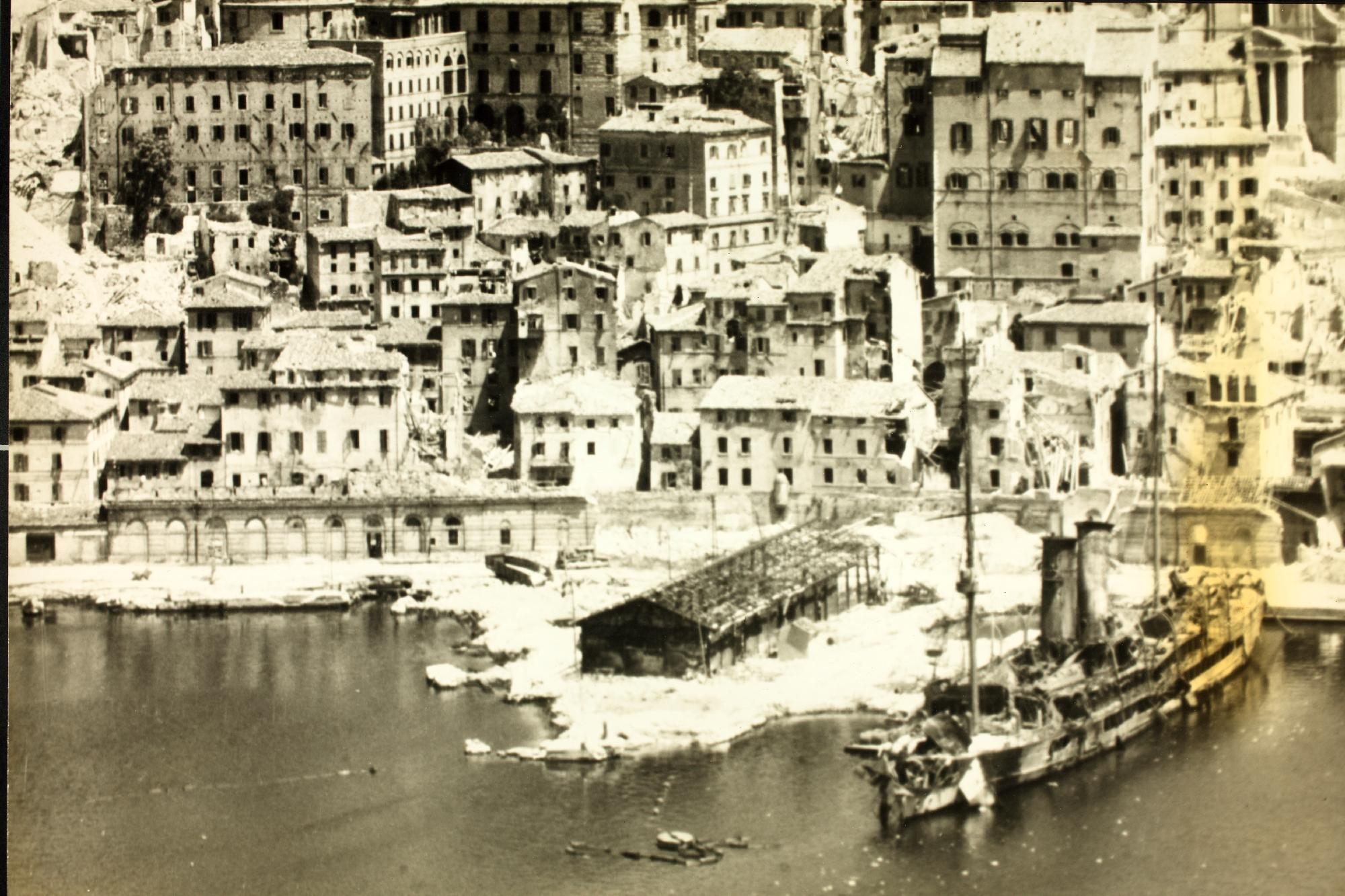
Il porto di Ancona nel periodo dei bombardamenti

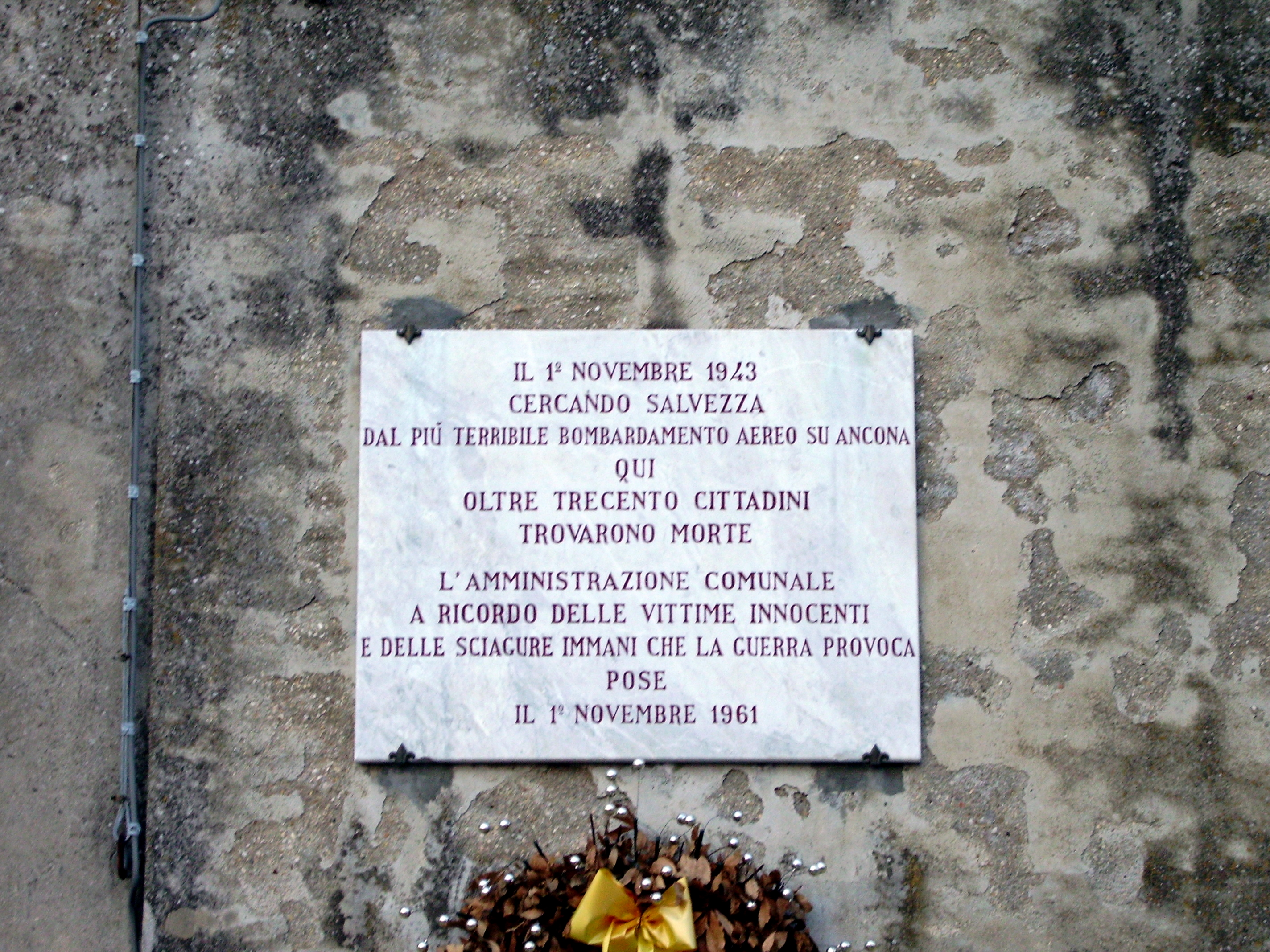
Targa a ricordo dei morti nel rifugio delle Carceri a causa del bombardamento del 1943

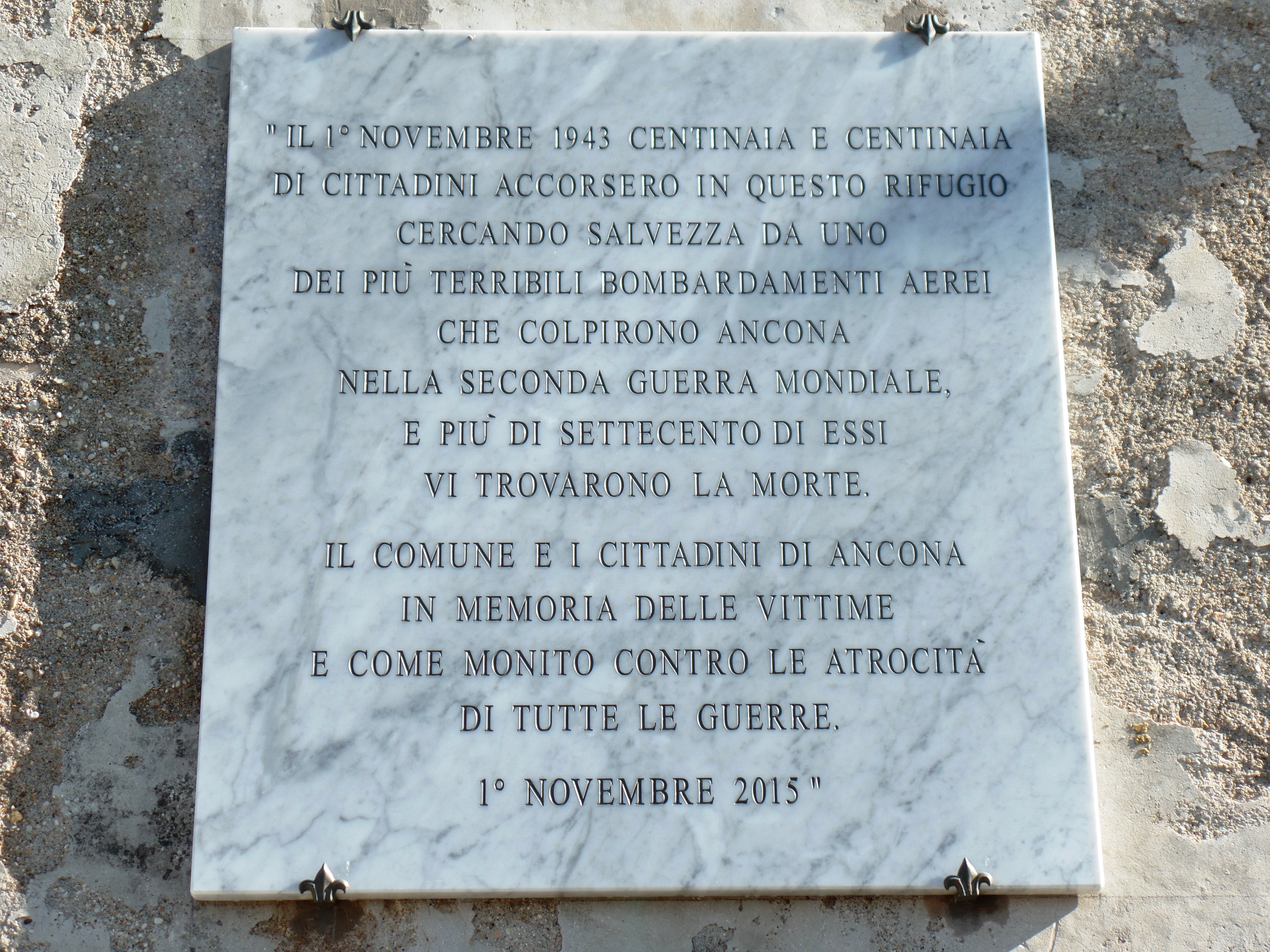
La nuova targa posta nel 2015

## Contesto
Negli ultimi anni della seconda guerra mondiale, dopo la caduta di Mussolini, il 15 settembre 1943 Ancona fu occupata dai tedeschi senza che alcuno potesse porre resistenza.
Da ottobre 1943 a luglio 1944 la città subì numerosissimi bombardamenti (184 tra aerei e navali) da parte delle forze alleate, che dovevano preparare il passaggio del fronte e l'occupazione del porto dorico. I bombardamenti aerei sulla zona di Ancona sono stati 277: 142 ad Ancona, 2 a Polverigi, 38 a Falconara, 20 a Montemarciano, 35 a Chiaravalle, 5 a Numana, 1 a Sirolo, 25 a Loreto, 9 a Osimo. Vi furono un totale di 1265 allarmi tra le 7:15 del 28 agosto 1943 e le 8:30 del 18 luglio 1944. Infatti la presenza del porto, dei Cantieri Navali e del suo importante nodo ferroviario facevano di Ancona un obiettivo strategico di primaria importanza. Il 16 ottobre 1943 un terribile bombardamento colpì la città provocando 165 morti e 300 feriti; ma fu solo il primo di molti altri, ancora più spaventosi.

## 1º novembre 1943
Il bombardamento del 1º novembre 1943 fu uno dei più tragici eventi della storia della città: due incursioni consecutive colpirono la città, alle 12:16 e alle 12:55, entrambe effettuate da bombardieri bimotori B-25 Mitchell dell'USAAF. La prima interessò la zona del porto; la seconda fu effettuata da trentasette B-25 che sganciarono 120 bombe dirompenti sui rioni Porto, San Pietro e Centro. Oltre millecinquecento persone persero la vita e interi rioni divennero irriconoscibili. Perfino il Duomo fu colpito, nel suo lato sinistro.
In particolare, il rifugio antiaereo sotto il colle dei Cappuccini fu colpito da quattro ordigni che distrussero i due ingressi (uno all'interno del carcere di Santa Palazia usato dai detenuti, l'altro in via Birarelli per i civili) e fece crollare la parte centrale. In un primo tempo i soccorritori estrassero 156 vittime, poi si dovette murare il rifugio per motivi sanitari. Si riaprì il tunnel solo nel 1953 e furono estratti un totale di 724 corpi (in precedenza altri studi parlavano di 600 persone), che furono tumulati nel cimitero delle Tavernelle. Nel 1961 il comune pose una targa a ricordo che riportava dati errati; venne sostituita nel 2015.
Dopo questa dolorosa giornata la città rimase disabitata; nel 1944 erano rimaste in città solo 4.000 persone: quasi tutti erano sfollati nelle campagne o nei paesi vicini.
Alle ore 11 e 40' del giorno 1 novembre c.a. è stata allarmata la provincia di Ancona per formazione di aerei nemici segnalati dal Radio localizzatore germanico a circa 30 Km. dalla città. Verso le ore 11 e 55' alcuni aerei, probabilmente di detta formazione, sganciavano qualche bomba dirompente sulla zona ferroviaria della stazione centrale senza per altro causare nuovi danni agli impianti ferroviari per la maggior parte sconvolti dalla precedente incursione del giorno 16 ottobre u.s., che ebbe per obbiettivo principale detta stazione. È stata invece colpita la via De Pinedo nei pressi del Cavalcavia ed un tratto della diramazione principale dell'acquedotto Comunale sottoposto alla strada stessa è andato distrutto.
Successivamente, verso le ore 12 e 45' circa, altre tre grosse formazioni, di circa 24 apparecchi quadrimotori ciascuno, provenienti dal mare con rotta Sud Est - Nord Ovest, all'altezza di Falconara Marittima dirottavano ad una quota media dai 1.500 a 2.000 metri, investendo la città di Ancona, lato mare, all'altezza del porto e del Cantiere Navale che costituirono l'obbiettivo principale dell'incursione effettuatasi in tre ondate successive a brevissima distanza l'una dall'altra. Data la nuova direzione assunta dagli aerei all'atto dell'attacco, gli obbiettivi ritenuti principali, come difatti lo sono stati, furono investiti nel senso della profondità tanto che molte bombe colpirono abitazioni civili, chiese ed altri edifici cittadini, sia per le immediate vicinanze di essi agli obbiettivi o sia perché considerati nella mentalità degli attaccanti come altrettanti punti da colpire. Né gli aerei da caccia né la difesa attiva terrestre sono entrate in azione. L'attacco svolto dai bombardieri nemici ha durato circa 20 minuti, ma è stato assai violento ed ha causato danni ingenti alla città. [.....] Benché non rivesta il carattere di ricovero pubblico, né quello di ricovero privato, tuttavia non si può tacere che il rifugio aperto in roccia marnosa per i detenuti della "Casa di Pena" sulle Rupi del colle Guasco, ed in corso di completamento, dove il primo novembre s'era rifugiata anche parte degli abitanti delle case prossime, oltre ai detenuti della "Casa di Pena" e quelli del "Carcere dei Minorenni", non ha resistito alla azione distruggitrice delle bombe.
Non è possibile a questo Comitato P.A.A. stabilire le ragioni della non resistenza di detto ricovero, perché il progetto di esso non è mai stato sottoposto all'approvazione del tecnico del Comitato, né mai furono chieste dalla Direzione del Penitenziario consigli o ragguagli in merito alla costruzione di esso.
Dalla relazione sul luttuoso incidente presentato dall'Ufficio del Corpo del Genio Civile si legge: "Purtroppo anche il rifugio aperto in roccia marnosa pei detenuti, ed in corso di completamento, dove s'era riversata anche parte degli abitanti le case prossime è stato raggiunto ad uno degli imbocchi. Le bombe certo a grappolo e, comunque, di calibro da ritenersi per gli effetti eccezionali hanno avuto ragione della protezione costituita dalla falda collinare marnosa, nella quale è stata perforata la galleria, nonché delle due quinte sfalsate in muratura di mattoni costruite come d'uso a protezione dell'imbocco del ramo colpito e seguito da altra quinta di sacchi a terra. Per non essendosi avuta, per esistenza di queste ultime opere di presidio, proiezione di materia, la incidenza assiale degli ordigni sull'imbocco ha sottoposto il ramo di galleria, cui questo dava accesso, alla nota azione di soffio e successiva depressione, con deleteri effetti sugli organi interni delle persone che ne sono rimaste investite. Non è stato possibile accertare il numero delle persone che hanno trovato la morte nel luttuoso incidente, perché estratte circa 150 vittime, non è stata più possibile l'estrazione delle altre ed il ricovero stesso è stato chiuso con muri alle imboccature trasformandolo così in tomba. Da informazioni assunte si calcola che in esso erano rifugiate dalle 400 alle 500 persone delle quali pochissime hanno potuto salvarsi."

## Effetti
La giunta comunale fece una stima dei danni provocati dalla guerra che si può riassumere in: 2782 persone decedute, oltre 2000 ferite, 2783 abitazioni demolite e 6381 gravemente danneggiate, 67% del totale degli edifici distrutti, tra cui le chiese di Sant'Anna dei Greci, San Pietro, San Primiano e della Misericorda, per un totale di sei miliardi di danni. Per molti anni si ebbe una grave mancanza di alloggi per le famiglie, che si dovettero adattare a vivere più d'una nella stessa casa, a volte piccola, creando quindi problemi sanitari oltre che morali e sociali. La ricostruzione fu ampiamente aiutata dal piano Marshall e dal notevole lavoro delle prime amministrazioni locali e nazionali del dopoguerra; in circa 14 anni la situazione era ritornata alla normalità. A seguito degli ingenti danni bellici subiti e dei numerosissimi lutti, il 9 ottobre 1960, alla città di Ancona venne conferita la medaglia d'oro al valore civile.